# Fallenium
Fallenium (Antwerpen, 20 mei 1988), de artiestennaam van Jens Geerts, is een Belgisch tv-presentator, cartoonist, model, songwriter en producer van pop, folk en elektronische muziek. 

## Studies
Fallenium groeide op in Ekeren en behaalde voor het eerst de media in 2006 als een van de allereerste ambassadeurs van het Vlaamse Gemeenschapsonderwijs. In 2010 liet men zich opmerken met een eigen verzonnen naaktcampagne om een stageplaats te bemachtigen bij het reclamebureau LDV United. Omdat Fallenium als naakte streber op de affiche afgebeeld stond, kreeg men de bijnaam "The Naked Nerd". Na een carrièreswitch van farmaceutische wetenschappen in 2008 naar communicatiemanagement, studeerde Fallenium in 2011 af aan Lessius Mechelen. Datzelfde jaar ontwierp Fallenium als cartoonist de singlehoes van 'Ik Kom Naar Huis', een nummer van de Vlaamse zanger Udo Mechels. Tot en met 2019 werkte Fallenium als zelfstandig PR-agent en merkambassadeur voor verschillende bedrijven in de entertainmentsector waaronder Kinepolis, Marmalade en Sony Music.

## Model
Fallenium werd in 2010 als model ontdekt door het Belgisch magazine Nina, de modebijlage van de Vlaamse krant Het Laatste Nieuws. Eind 2011 stond Fallenium op de omslag van de 39ste editie van het maandblad Goedele dat de titel 'Zo Gay' kreeg.

## Televisie
In augustus 2011 won Fallenium de talentenjacht OUTWanted op de internationale gayzender OUTTV. Fallenium volgde hiermee ex-presentator Timo Descamps op als gezicht van de tv-zender. In 2022 zette Fallenium een punt achter hun presentatiewerk op de gay tv-zender. 
In 2013 behaalde Fallenium heel wat media-aandacht door minister Pascal Smet te laten toegeven op latino's te vallen. In mei 2013 presenteerde Fallenium samen met drievoudig Zweeds schaatskampioen Filip Stiller het OUTTV-programma Malmö Calling, waarvoor beiden reportages maakten over wat er achter de schermen gebeurde van het Eurovisiesongfestival 2013.
In mei 2014 maakte Fallenium opnieuw reportages over het Eurovisiesongfestival 2014. Deze keer kreeg het OUTTV-programma de naam Copenhagen Calling. Hierbij kwam de Belgische zanger Axel Hirsoux voor het eerst publiekelijk uit de kast en sprak hij met Fallenium openlijk over zijn homoseksualiteit.
In mei 2015 was Fallenium opnieuw de presentator van dienst in het vierde seizoen van het OUTTV-programma Vienna Calling. Hun co-host was dit keer ex-Eurovisiesongfestivaldeelneemster Marga Bult. In Vienna Calling verontschuldigde Eurovisiesongfestivalwinnaar Måns Zelmerlöw zich meermaals tegen Fallenium omtrent zijn homofobe uitspraak.

## Discografie
Op 31 mei 2018 bracht Fallenium hun eerste officiële single uit 'That's My Girl' samen met boyband STORM3. De single is een anthem voor de transgemeenschap.
Op 19 mei 2023 kwam Falleniums eerste single als songwriter uit: 'Unsaid'. Het nummer werd meegeschreven door Songfestivallegende Serhat en ingezongen door Els de Schepper. 'Unsaid' gaat over een oude liefde van Fallenium en heeft als boodschap: 'Durf pijn en verdriet te benoemen en wacht niet om zaken uit te praten.'
Op 10 mei 2024 richtte Fallenium met Purple Moon hun eigen platenlabel op en kwam Falleniums eerste single uit onder hun eigen naam, getiteld "Rebels With A Cause".
Op 28 juni 2024 verscheen het nummer "I've Made Love To The Sea" dat oorspronkelijk voor One Direction was geschreven.
Op 22 november 2024 werd Falleniums debuutalbum "Immortals Who Die" uitgebracht met twaalf zelfgeschreven nummers, elk gewijd aan een sterrenbeeld. Uit dit album kregen de nummers "I've Made Love To The Sea", "Breathtaking Day" en "Not The Girl (I Wish I Could Be)" erkenning en airplay op enkele internationale en nationale radiozenders, waaronder Radio 2 en NRJ. Kort daarna, op 6 december 2024, lanceerde Fallenium hun eerste kerstsingle "I Would Have Liked To Tell You How My Day Went Today". De single verbrak meteen het record als de langste titel voor een kerstlied ooit.
Uit onderzoek gepubliceerd in het Journal of Sexual Medicine en later bevestigd door Psychology Today blijkt dat een gemiddelde geslachtsgemeenschap bij mensen – vanaf penetratie tot orgasme – tussen de 5 en 7 minuten duurt, met 5 minuten en 41 seconden als statistisch gemiddelde. Deze studie werd uitgevoerd in 5 landen (Nederland, Spanje, het Verenigd Koninkrijk, de Verenigde Staten en Turkije). Fallenium vertaalde daarom deze wetenschap naar muziek met hun single "Hardcore". De track, die speciaal voor Valentijnsdag werd geschreven, duurt dan ook exact 5 minuten en 41 seconden.
Ter gelegenheid van Internationale Vrouwendag op zaterdag 8 maart 2025 bracht Fallenium de single "Don't Be A Man About It" uit. Met deze track wilde Fallenium bewustzijn creëren over subtiele vormen van seksisme in taal en cultuur. Het idee ontstond toen Fallenium luisterde naar het album "Stronger" van Kelly Clarkson. Een van de nummers op het album, "Don't Be A Girl About It", trok Falleniums aandacht. In het lied zingt Clarkson over een partner die te emotioneel is en zich hierdoor 'te veel als een meisje' gedraagt. Dit besef zette Fallenium aan het denken over hoe diepgeworteld vrouwonvriendelijke uitdrukkingen in onze samenleving zitten.
Hierna volgde de single "Draw Me A Queen", een emotioneel eerbetoon aan Falleniums grootvader en een krachtige boodschap voor de LGBTQ+-gemeenschap. Het nummer vertelt een persoonlijke herinnering uit Falleniums jeugd waarbij men als kind droomde van prinsessen en koninginnen. Volwassenen reageerden hier vaak met terechtwijzing en schaamte op. Falleniums grootvader steunde hen echter door koninginnen op papier te tekenen en uit te knippen waardoor Fallenium ermee kon spelen en toch op hun manier een eigen droomwereld kon creëren. Dankzij dit nummer werd Fallenium door de muziekwebsite Luminous Dash genoemd als een van de Belgische muziekontdekkingen van 2025. 
Speciaal voor 17 mei, de Internationale Dag tegen Homofobie en Transfobie (#IDAHOT), bracht Fallenium de Pride-single “Human Throughout” uit. "Het lied gaat niet alleen over zichtbaarheid, maar over bestaansrecht," zei Fallenium hier zelf over in verschillende interviews. "Ik vind het de plicht van songwriters, kunstenaars en andere creatievelingen om discussies aan de kaak te stellen die nooit discussies zouden mogen zijn. "Human Throughout" is zo’n nummer dat bedoeld is om mensen aan het dansen te krijgen, maar vooral ook aan het denken. En als je het leuk vindt, gooi het in je playlist. Deel het op je socials. Dans er halfnaakt op in je keuken. Desnoods in naaldhakken. Weet dat ik hetzelfde doe.”
Op 13 juni 2025 bracht de Belgische producer Fallenium hun tweede album "I'm Not He" uit. De releasedatum viel op een vrijdag de dertiende, een dag die traditioneel geassocieerd wordt met ongeluk en bijgeloof, maar door Fallenium bewust gekozen werd als symbolisch moment voor de lancering. Het album bevat twaalf zelfgeschreven nummers en geldt als opvolger van hun debuutplaat "Immortals Who Die" uit 2024. "I'm Not He" bevat autobiografische en maatschappijkritische thema’s, waaronder geloof, gender, seksualiteit, zelfbeeld en familiegeschiedenis, verweven met muzikale verwijzingen naar popiconen zoals Steps, Kelly Clarkson, Scissor Sisters en Britney Spears. De plaat positioneert zich als een reflectie op identiteit en herstel. Uit dit album kregen het Pride anthem "Human Throughout" en de single "Toxic (The Other Toxic Song)" erkenning en airplay op enkele internationale en nationale radiozenders waaronder NRJ.
De single "Toxic (The Other Toxic Song)", een uptempo pop-dance track met een tekstueel knipoog naar Britney Spears’ klassieker Toxic, citeert expliciet de zin "The only toxic I need is Toxic by Britney Spears", waarmee Fallenium de spanning tussen ironie en ernst opzoekt. Achter de popreferentie schuilt een bredere boodschap over zelfliefde en het verbreken van destructieve relaties. Zowel het nummer als het album "I'm Not He" als geheel behandelen thema’s zoals empowerment, grensbewaking en herstel na emotionele manipulatie.
Op 14 juli 2025 bracht Fallenium hun eerste Franstalige single "French My French Friend" uit. De releasedatum viel bewust samen met zowel de Franse nationale feestdag als International Non-Binary People's Day, een symbolische keuze die de thematische kern van het nummer onderstreept. In het lied wordt het verhaal verteld van een buitenlander die verliefd wordt op een lokale man in een Zuid-Frans dorpje, waarbij taalbarrières en gevoelens van vervreemding centraal staan. Fallenium beschrijft het nummer als een ode aan het niet erbij horen—taalkundig, emotioneel en romantisch—een ervaring die veel non-binaire mensen zullen herkennen. De single werd positief ontvangen en kreeg airplay op onder andere Top Hit Radio, GlitterBeam Radio en Radio Bene.

### Albums
| Album met hitnotering(en) in de Vlaamse Ultratop 200 albums | Datum van verschijnen | Datum van binnenkomst | Hoogste positie | Aantal weken | Opmerkingen                               |
| ----------------------------------------------------------- | --------------------- | --------------------- | --------------- | ------------ | ----------------------------------------- |
| Immortals Who Die                                           | 2024                  | 22-11-2024            |                 |              | Geschreven en geproduceerd door Fallenium |
| I'm Not He                                                  | 2025                  | 13-06-2025            |                 |              | Geschreven en geproduceerd door Fallenium |

### Singles
| Single met hitnotering(en) in de Vlaamse Ultratop 50 | Datum van verschijnen | Datum van binnenkomst | Hoogste positie | Aantal weken | Opmerkingen |
| ---------------------------------------------------- | --------------------- | --------------------- | --------------- | ------------ | --- |
| That's My Girl                                       | 2018                  | 31-05-2018            |                 |              | Gezongen door STORM3 en Jens Geerts. Dit nummer werd niet door Fallenium geschreven. Het nummer is een ode aan de transgendergemeenschap. |
| Unsaid                                               | 2023                  | 19-05-2023            |                 |              | Gezongen door Els de Schepper |
| M.Y.K.O.N.O.S                                        | 2023                  | 08-06-2023            |                 |              | Gezongen door Serhat |
| Tonight                                              | 2023                  | 25-08-2023            |                 |              | Gezongen door Aquariyaz |
| Rebels With A Cause                                  | 2024                  | 10-05-2024            |                 |              | Geschreven en geproduceerd door Fallenium                                                                                                 |
| I've Made Love To The Sea                            | 2024                  | 28-06-2024            |                 |              | Geschreven en geproduceerd door Fallenium                                                                                                 |
| So Sorry                                             | 2024                  | 12-07-2024            |                 |              | Geschreven en geproduceerd door Fallenium                                                                                                 |
| Breathtaking Day                                     | 2024                  | 02-08-2024            |                 |              | Geschreven en geproduceerd door Fallenium                                                                                                 |
| Ganymede (Amore Mio)                                 | 2024                  | 30-08-2024            |                 |              | Geschreven en geproduceerd door Fallenium                                                                                                 |
| The Earth                                            | 2024                  | 13-09-2024            |                 |              | Geschreven en geproduceerd door Fallenium                                                                                                 |
| Hear The Drops                                       | 2024                  | 06-10-2024            |                 |              | Geschreven en geproduceerd door Fallenium                                                                                                 |
| Hi Robin My Robin                                    | 2024                  | 01-11-2024            |                 |              | Geschreven en geproduceerd door Fallenium                                                                                                 |
| Older                                                | 2024                  | 21-11-2024            |                 |              | Geschreven en geproduceerd door Fallenium                                                                                                 |
| I Would Have Liked To Tell You How My Day Went Today | 2024                  | 06-12-2024            |                 |              | Geschreven en geproduceerd door Fallenium                                                                                                 |
| Butterfly                                            | 2024                  | 27-12-2024            |                 |              | Geschreven en geproduceerd door Fallenium                                                                                                 |
| Not The Girl (I Wish I Could Be)                     | 2025                  | 10-01-2025            |                 |              | Geschreven en geproduceerd door Fallenium                                                                                                 |
| How Long Does It Take For A Tear To Dry?             | 2025                  | 17-01-2025            |                 |              | Geschreven en geproduceerd door Fallenium                                                                                                 |
| Imaginary Lines                                      | 2025                  | 31-01-2025            |                 |              | Geschreven en geproduceerd door Fallenium                                                                                                 |
| Hardcore                                             | 2025                  | 07-02-2025            |                 |              | Geschreven en geproduceerd door Fallenium                                                                                                 |
| Don't Be A Man About It                              | 2025                  | 28-02-2025            |                 |              | Geschreven en geproduceerd door Fallenium                                                                                                 |
| Are You Ready For This?!                             | 2025                  | 21-03-2025            |                 |              | Geschreven en geproduceerd door Fallenium                                                                                                 |
| Draw Me A Queen                                      | 2025                  | 10-04-2025            |                 |              | Geschreven en geproduceerd door Fallenium                                                                                                 |
| Gettin' Some                                         | 2025                  | 25-04-2025            |                 |              | Geschreven en geproduceerd door Fallenium                                                                                                 |
| Terrified                                            | 2025                  | 28-04-2025            |                 |              | Geschreven en geproduceerd door Fallenium                                                                                                 |
| Human Throughout                                     | 2025                  | 09-05-2025            |                 |              | Geschreven en geproduceerd door Fallenium                                                                                                 |
| In The Air                                           | 2025                  | 23-05-2025            |                 |              | Geschreven en geproduceerd door Fallenium                                                                                                 |
| Toxic (The Other Toxic Song)                         | 2025                  | 06-06-2025            |                 |              | Geschreven en geproduceerd door Fallenium                                                                                                 |
| French My French Friend                              | 2025                  | 14-07-2025            |                 |              | Geschreven en geproduceerd door Fallenium                                                                                                 |

## LGBTQ+- en feministisch activisme
Fallenium is openlijk transgender en komt publiekelijk op voor gelijke mensenrechten. Op 11 oktober 2013 (Coming-Outdag) kondigde Fallenium aan deel te nemen aan Eurosong met een zelfgeschreven nummer over hun liefde voor een (destijds andere) man. 
Op 30 januari 2015 kondigde men hun eerste single 'Stereotype' aan. Het nummer is een parodie op de songfestivalhit 'Satellite' van Lena Meyer-Landrut en kaart het gebrek aan expliciete homoliedjes aan op het Eurovisiesongfestival. De videoclip van 'Stereotype' werd geprezen door Songfestivalwinnares Conchita Wurst.
In 2025 sprak Fallenium zich uit over de lage zichtbaarheid van LGBTQ+-thema’s in Belgische songteksten. Volgens hen bleef expliciete verwijzing naar queer liefde schaars, ondanks de toegenomen visuele diversiteit in de Belgische muziekwereld. Fallenium stelde dat het gebruik van metaforen en genderneutrale formuleringen vaak leidde tot het onzichtbaar maken van queer identiteit. Zoals internationaal gebeurde bij het nummer YMCA van de Village People dat niet specifiek een homolied is, hoewel het vaak als zodanig wordt geassocieerd. Om dit te doorbreken hanteert Fallenium een open en expliciete vorm van queer storytelling, onder meer in hun album I’m Not He en het Franstalige nummer French My French Friend, dat een liefdesrelatie tussen twee mensen van hetzelfde geslacht beschrijft.

## Privéleven
Sinds 2008 is Fallenium samen met Vlaams presentator en radiodirecteur Robin Vissenaekens. Op 28 september 2015 verloofden de twee zich en op 20 augustus 2016 trouwden ze in Stabroek. Ze waren het allereerste koppel ter wereld waarvan het huwelijk live te volgen was op Facebook. Meer dan 15.000 kijkers zagen live via social media hoe Fallenium en Robin elkaar het ja-woord gaven.